# Замглай (Черниговская область)
Замглай (укр. Замглай) — посёлок в Черниговском районе Черниговской области Украины.

## История
Посёлок городского типа с 1960 года.
В 1971 году здесь действовал торфобрикетный завод, основой экономики посёлка являлись добыча торфа и производство торфоминеральных аммиачных удобрений.
В январе 1989 года численность населения составляла 2249 человек.
На 1 января 2013 года численность населения составляла 1830 человек.

## Экономика
Филиал Репкинского комбината бытового обслуживания.

## Образование
Средняя школа, филиал Репкинской музыкальной школы, дом-интернат, детский сад.

## Культура
Дом культуры, библиотека.

## Транспорт
В 7 км от посёлка Замглай находится железнодорожная станция Голубичи (на линии Чернигов — Гомель).
Расстояние от Голубичей до Чернигова — 34 км, до Киева — 243 км.